# Tiddalik
Le conte de Tiddalik la grenouille est une légende issue de la mythologie aborigène.
D'après le mythe, Tiddalik se réveilla un matin avec une soif inexorable, et but jusqu'à avoir avidement absorbé l'intégralité de l'eau douce. Partout, la faune et la flore commencèrent à dépérir de la sécheresse. Les animaux conspirèrent contre Tiddalik et conçurent un plan pour qu'il libère toute l'eau consommée. L'opération fut planifiée par un vieux sage hibou : Nabunum l'anguille fit rire Tiddalik en se tordant et se nouant de façon comique, et tandis que Tiddalik riait, toute l'eau se précipita hors de lui pour remplir à nouveau les lacs, marécages et rivières.
La légende de Tiddalik est une histoire importante du Temps du rêve, qui a par la suite fait l'objet de livres modernes et populaires pour enfants. Dans certaines cultures aborigènes, Tiddalik est connu sous le nom de « Molok ».
Le conte peut être interprété comme décrivant la grenouille porteuse d'eau (Dryopsophus platycephalus), du centre de l'Australie. Ces batraciens s'enfouissent lors des périodes sèches puis émergent au retour des pluies pour boire de grandes quantités d'eau, se reproduire et se nourrir. Cela leur permet d'éviter la déshydratation, aptitude dont ne disposent pas la plupart des grenouilles. Ils étaient autrefois utilisés comme source d'eau par les aborigènes en période de sécheresse.[réf. nécessaire]

## Origine
Ce conte trouve son origine chez les peuples aborigènes du sud du Gippsland, dans le Victoria, mais s'est propagé dans le monde entier depuis sa publication. Une statue commémore Tiddalik à Warwick, dans le Queensland. Différentes versions de la légende ont été enregistrées par des ethnographes amateurs à la fin du XIXe siècle. Il semblerait que la plus ancienne soit originaire du peuple Gunaï près de Port Albert, à environ 225 km au sud-est de Melbourne. Dans l'histoire originale, Tiddalik a formé les baies, les estuaires, les criques et les îles de la région. Les détails du conte ont changé au fil du temps, avec notamment différents animaux faisant rire Tiddalik, et de nombreuses versions modernes différant de celles du XIXe siècle.

Aire de répartition de Dryopsophus platycephalus

La grenouille porteuse d'eau (Dryopsophus platycephalus), attribuée de nos jours à Tiddalik n'habite pas dans la zone d'origine de la légende. Il est probable que Tiddalik se réfère à une autre grenouille, ou soit un souvenir mythique d'une époque, il y a 10 000 à 12 000 ans, où le paysage était suffisamment différent pour que l'aire de répartition de la grenouille s'étende jusqu'au Gippsland.
Alors que le conte moderne a un dénouement heureux, avec l'eau restituée à tous, l'original se conclut sur une catastrophe environnementale : l'inondation noie de nombreux animaux et en piège d'autres sur les îles. Ces échoués sont secourus par Borun le pélican, la fin du conte expliquant qu'il s'agit de la raison pour laquelle les plumes du pélican sont passées du noir au noir et blanc.